# Comuna de Przybiernów
Przybiernów (polaco: Gmina Przybiernów) é uma gminy (comuna) na Polónia, na voivodia de Pomerânia Ocidental e no condado de Goleniowski.
De acordo com os censos de 2005, a comuna tem 5.161 habitantes, com uma densidade 22,6 hab/km².

## Área
Estende-se por uma área de 228,68 km².